# Provincia de Quezon
Quezon (conocido previamente como  Calilaya y después como Tayabas) es una provincia de Filipinas, situada en la región de Calabarzon, en la isla de Luzón. 
Fue renombrada en honor al estadista Manuel L. Quezon, el segundo presidente de Filipinas. Su capital es la ciudad de Lucena.

## Geografía
La provincia, que queda al este de la Gran Manila, es la octava más grande del país, con un área de 8989,39 kilómetros cuadrados. El norte queda encuadrado entre la Sierra Madre y el mar de Filipinas, mientras que en el sur se extiende el istmo de Tayabas, que separa la península de Bícol de la isla de Luzón, así como la península de Bondoc, que se halla entre la bahía de Tayabas y el golfo de Ragay.

## Historia
En un principio, el territorio que ahora conforma Quezon estaba dividido entre las provincias de Batangas, La Laguna y Nueva Écija. La provincia se creó en 1591, con el nombre de «Calilaya», «Kariraya» o «Kalilayan» en honor de la entonces capital, ahora conocida como Unisan. En el siglo XVIII, la capital se trasladó a Tayabas, y a la provincia se le cambió el nombre en consonancia con este movimiento. La provincia aparece descrita en el Estado geográfico, topográfico, estadístico, histórico-religioso, de la santa y apostólica provincia de S. Gregorio Magno (1865) de Félix de Huerta con las siguientes palabras:

PROVINCIA DE TAYABAS. Esta provincia, llamada antiguamente Calilaya, por haber estado la cabecera en un pueblo de este nombre, se halla situada en la isla de Luzon entre los 127° 29' y los 129° 58' 40" de longitud y en latitud de 13° 10' hasta los 14° 21' 20" incluso las islas de Alabat y Calbalete adscritas á la misma. Confina por N. con la provincia de la Laguna, y distrito de la Infanta; por E. con la de Camarines N., á la cual se halla unida por un istmo de unas seis leguas, entre la ensenada de Sogod y el gran seno de Guinayan; por S. es marítima, siéndolo tambien en gran parte por O., y en lo restante confina con la provincia de Batangas, integrándose en esta hasta el monte Maralayat. El terreno es generalmente montuoso, pero abundante de buenas maderas, cañas, bejucos, cocos, muchas raices alimenticias, caza de todas clases, miel y cera, alquitran, brea y otras resinas. Tiene buenos y seguros puertos y sus costas abundan de esquisito pescado y balate. Sus producciones principales son arroz, caña de azúcar, abacá, añil, cacao y café.
(Huerta, 1865, p. 224)

El nombre actual lo adoptó el 7 de septiembre de 1946, en honor a Manuel L. Quezon, quien fuera presidente del país.

## División administrativa
Estos son los municipios de la provincia, con capital en la ciudad de Lucena.
| Nombre        | Población (censo de 2020) | Número de barangayes |
| ------------- | ------------------------- | -------------------- |
| Agdangán      | 12 764                    | 12                   |
| Alábat        | 15 936                    | 19                   |
| Atimonan      | 64 260                    | 42                   |
| Buenavista    | 31 160                    | 37                   |
| Burdeos       | 24 644                    | 14                   |
| Calauag       | 71 809                    | 81                   |
| Candelaria    | 137 881                   | 25                   |
| Catanauan     | 72 752                    | 46                   |
| Dolores       | 32 514                    | 16                   |
| General Luna  | 24 804                    | 27                   |
| General Nakar | 34 225                    | 19                   |
| Guinayangan   | 44 045                    | 54                   |
| Gumaca        | 71 942                    | 59                   |
| Infanta       | 76 186                    | 136                  |
| Jomálig       | 7667                      | 5                    |
| López         | 94 657                    | 95                   |
| Lucban        | 53 091                    | 32                   |
| Lucena        | 278 924                   | 33                   |
| Macalelon     | 27 312                    | 30                   |
| Maúban        | 71 081                    | 40                   |
| Mulanay       | 55 576                    | 28                   |
| Padre Burgos  | 23 488                    | 22                   |
| Pagbilao      | 78 700                    | 27                   |
| Panukulan     | 16 376                    | 12                   |
| Patnanungan   | 15 052                    | 6                    |
| Pérez         | 12 767                    | 14                   |
| Pitogo        | 22 798                    | 39                   |
| Plaridel      | 10 129                    | 9                    |
| Polillo       | 31 908                    | 20                   |
| Quezon        | 15 886                    | 24                   |
| Real          | 38 678                    | 17                   |
| Sampaloc      | 13 629                    | 14                   |
| San Andrés    | 37 454                    | 7                    |
| San Antonio   | 35 891                    | 20                   |
| San Francisco | 62 097                    | 16                   |
| San Narciso   | 51 058                    | 24                   |
| Sariaya       | 161 868                   | 43                   |
| Tagkawayan    | 54 003                    | 45                   |
| Tayabas       | 112 658                   | 66                   |
| Tiaong        | 106 265                   | 31                   |
| Unisan        | 25 448                    | 36                   |